# Julle
Julle är en klinkbyggd båttyp med bred tvär akter. Den ska inte förväxlas med jolle som oftast är en helt annan båttyp. 
En i Bohuslän vanligt förekommande båttyp är bohusjullen eller långedragsjullen. Vanligt är att den är byggd i furu på ekspant. Jullen användes förr till fiske och transport, samt i modernare skepnad till nöjessegling. 
De mindre jullarna från cirka fyra meters längd är avsedda för rodd och segling. Mindre jullar byggs utan däck; de större är däckade och har ibland ruff. När man började motorisera båtarna under slutet av 1800-talet fick bohusjullen en bärigare akter och fylligare skrov. Den typiska bohusjullen är 21 fot lång (6,20 m) men såväl längre som kortare båtar förekommer.
Numera används bohusjullen i kustnära fiske eller som fritidsbåt. Moderna bohusjullar byggs även i glasfiberarmerad plast.